# Кравец, Владислав Витальевич
Владислав Витальевич Кравец (бел. Уладзіслаў Вітальевіч Кравец; 6 июля 1999) — белорусский гребец на байдарках, чемпион мира 2024 года, двукратный чемпион Европы 2024 года. Участник летних Олимпийских игр 2024 года.

## Биография

### Спортивная карьера
На чемпионате Европы 2024 года в Сегеде завоевал две золотые медали в байдарках-четвёрках на дистанции 500 и 1000 метров. Также стал вторым на дистанции 500 метров в байдарках-двойках.
На летних Олимпийских играх в Париже, в 2024 году, принимал участие в заездах байдарках-одиночках на дистанции 1000 метров. Квалифицировался в финал А и занял итоговое четвёртое место.
В Самарканде, на чемпионате мира 2024 года, который состоялся сразу же после Олимпийских игр, Кравец в смешанных байдарках-четвёрках на дистанции 500 метров завоевал золотую медаль. На дистанции 500 метров в байдарках-одиночках стал бронзовым призёром.
2025 год
В июле 2025 года — золотая медаль чемпионата Беларуси по гребле на байдарках и каноэ на дистанции 500 м (Заславль).